# Runaway (The Corrs)
Runaway è un brano musicale del gruppo irlandese The Corrs, pubblicato nel 1995 come primo singolo estratto dall'album di debutto Forgiven, Not Forgotten.
Il brano è stato scritto da Andrea Corr, Sharon Corr e Caroline Corr.

## Tracce
1. Runaway (radio edit) – 3:47
2. Runaway – 4:24
3. Leave Me Alone – 3:40

## Il video
Il videoclip della canzone è stato girato a Dublino, ambientato in diversi luoghi tra cui il Phoenix Park.

## Remix
Nel 1999 il gruppo ha pubblicato una versione remix del brano effettuata dal gruppo Tin Tin Out e inserita nell'edizione speciale dell'album Talk On Corners.
Questa versione ha avuto molto successo raggiungendo il secondo posto della classifica Official Singles Chart.

### Tracce
1. Runaway (Tin Tin Out remix) (radio edit) – 4:03
2. Runaway – 4:25
3. What Can I Do? (bonus track) (Mangini Mix) – 4:02